# Joaquín Furriel
Alejandro Joaquín Furriel (Lomas de Zamora, provincia de Buenos Aires; 26 de agosto de 1974) es un actor argentino de cine, teatro y televisión.

## Biografía
Joaquín Furriel nació el 26 de agosto de 1974, en la ciudad de Lomas de Zamora, provincia de Buenos Aires. Sin embargo, la mayor parte de su infancia y juventud transcurrió en la localidad de Adrogué, también en la Zona Sur del Gran Buenos Aires. A los trece años de edad, tuvo su primer contacto con el teatro a través de un taller existente en su colegio y a partir de este momento se unió a la Comedia de Almirante Brown. Años más tarde, estudió en el Conservatorio de Arte Dramático y esto le permitió participar en festivales internacionales.

## Carrera
En 1994 experimentó su primera participación como estudiante en el elenco de estudiantes de la E.N.A.D, La historia de Juan Moreira, de Eduardo Gutiérrez, Sobre crimen y castigo, de Fiódor Dostoyevski, versiones en mimoteatro de los maestros Roberto Escobar e Igón Lerchundi, recorriendo varios Festivales internacionales por Brasil, Francia, España y Georgia además de hacer una gira nacional. Las obras fueron premiadas en festivales internacionales. En el año 1998, un año después de egresar del Conservatorio Nacional de Arte Dramático representó la obra Tenesy de Jorge Leyes dirigida por Daniel Marcove en el Teatro Cervantes, le siguió El Puente de Gorostiza y Locos de verano de Gregorio de Laferrère, todas ellas dirigidas por Daniel Marcove en el Teatro Cervantes y en el Teatro Alvear. Comenzó actuando en ocho capítulos de la telenovela juvenil Montaña rusa, otra vuelta en 1996, luego actuó en La nocturna (1997), Calientes (2000), e interpretó a Joaquín López Echagüe en la exitosa serie juvenil Verano del 98 (2000). Continuó actuando en las ficciones El sodero de mi vida (2001), 099 Central (2002) y Soy gitano (2003). En 2004 obtiene su primer papel protagónico en la telenovela Jesús, el heredero, junto a Malena Solda. En materia cinematográfica, obtuvo un papel en la película El cóndor de oro y en 1420, la aventura de educar (2004) narró un documental. En 2005 protagonizó la obra teatral titulada La malasangre, historia de amor que se desarrolla durante el periodo de gobierno de Juan Manuel de Rosas, y donde compartió escenario con artistas de la talla de Carolina Fal, Lorenzo Quinteros y Catalina Speroni. Y en televisión coprotagonizó en unitario Ambiciones, junto a Celeste Cid. En el 2006, interpretó al villano de la telenovela Montecristo, un melodrama transmitido por Telefe que tuvo una alta audiencia. En teatro protagonizó con Paola Krum Sueño de una noche de verano, de William Shakespeare. En el 2008, Furriel fue el protagonista de la telenovela Don Juan y su bella dama, junto a Romina Gaetani, en las tardes de Telefe. En el 2010 protagonizó la telenovela Caín y Abel junto a Fabián Vena y Julieta Cardinali. En teatro actuó en El rey Lear junto a Alfredo Alcón, y luego en la obra La vida es sueño, de Calderón de la Barca. y luego junto a Rodrigo de la Serna protagoniza Lluvia constante. Tras haber dado vida a Segismundo en La vida es sueño, representada en el Teatro San Martín, en julio de 2013 preparó su composición como carnicero, tal la ocupación que en un primer momento pensaba asignársele a su personaje de Sres. Papis, y que finalmente quedaría definido como un pulcro abogado. En 2012, Joaquín Furriel participó de la telenovela emitida en Canal 13 Sos mi hombre junto con Luciano Castro y Celeste Cid. En el 2013 estrena en cine Un paraíso para los malditos, que fue el último trabajo de Alejandro Urdapilleta. En 2014 fue uno de los protagonista de Sres. Papis junto con Luciano Castro, Peto Menahem y Luciano Cáceres emitida por Telefe. En 2015 estrena en cine El patrón: radiografía de un crimen y en televisión protagoniza la serie de Juan José Campanella Entre caníbales interpretando a un intendente con aspiraciones presidenciales.

## Vida personal
En 2005 comenzó una relación con la actriz Paola Krum, a quien conoció durante su participación en la obra teatral El sueño de una noche de verano. Luego serían protagonistas de la telenovela Montecristo. En 2008 tuvieron una hija llamada Eloísa. Tras seis años de relación se separaron en 2011.

## Filmografía

### Cine
| Año  | Título                               | Papel                              | Notas        |
| ---- | ------------------------------------ | ---------------------------------- | ------------ |
| 1996 | El cóndor de oro                     | Guardia                            |              |
| 2003 | Puerto de partida                    | Emiliano                           | Cortometraje |
| 2005 | 1420, la aventura de educar          | Narrador                           |              |
| 2010 | Ni dios, ni patrón, ni marido        | Federico                           |              |
| 2011 | Verano maldito                       | Federico                           |              |
| 2013 | Un paraíso para los malditos         | Marcial                            |              |
| 2014 | El patrón: radiografía de un crimen  | Hermógenes Saldívar                |              |
| 2016 | Cien años de perdón                  | «El loco»                          |              |
| 2016 | El faro de las orcas                 | Beto Bubas                         |              |
| 2018 | Las grietas de Jara                  | Pablo Simó                         |              |
| 2018 | La Quietud                           | Esteban                            |              |
| 2018 | El árbol de la sangre                | Olmo Mendoza                       |              |
| 2019 | Enterrados                           | Diego                              |              |
| 2019 | Taxi a Gibraltar                     | Diego Manfredi                     |              |
| 2019 | El hijo                              | Lorenzo Roy                        |              |
| 2020 | La corazonada                        | Francisco Juánez                   |              |
| 2020 | El año de la furia                   | Leonardo                           |              |
| 2023 | Devoción                             | Fernando                           |              |
| 2023 | El duelo                             | Ernesto                            |              |
| 2024 | Descansar en paz                     | Sergio Dayán                       |              |
| 2024 | El aroma del pasto recién cortado    | Pablo                              |              |
| 2025 | Una muerte silenciosa                | Octavio                            |              |
| 2026 | Todos fuimos una razón               | Dr. Augusto Goodzer Hidalgo        |              |
| 2026 | Los párpados intrascendentes de Dios | Emilio Arreztia Garibaldi          |              |
| 2026 | Nunca serás mis ojos                 | Inspc. Torcuato Mendizábal Odorico |              |

### Televisión
| Año       | Título                      | Papel                        | Notas                                 |
| --------- | --------------------------- | ---------------------------- | ------------------------------------- |
| 1996      | Montaña rusa, otra vuelta   | Judy Nail                    |                                       |
| 1998      | La nocturna                 | Armando Esteban              |                                       |
| 1999      | Gasoleros                   | Gerardo                      |                                       |
| 1999-2000 | Calientes                   | Bruno                        |                                       |
| 2000      | Verano del 98               | Joaquín López Echagüe        |                                       |
| 2001      | El sodero de mi vida        | Daniel «Danny»               |                                       |
| 2002      | 099 Central                 | Lucas Morales                |                                       |
| 2002      | Final de juego              | Germán Torres                |                                       |
| 2003      | Soy gitano                  | Rafael «El niño» Amaya       |                                       |
| 2004      | Jesús, el heredero          | Jesús Reyes Sánchez Alé      |                                       |
| 2005      | Botines                     | Antonio Cortés               | Episodio: «Bailarina en rosa y verde» |
| 2005      | Botines                     | Ivo                          | Episodio: «El silencio de Julia»      |
| 2005      | Ambiciones                  | Johnny Estrada               |                                       |
| 2006      | Montecristo                 | Marcos Lombardo              |                                       |
| 2008-2009 | Don Juan y su bella dama    | Juan Cané                    |                                       |
| 2010      | Caín y Abel                 | Agustín Vedia                |                                       |
| 2011      | Historias de la primera vez | Agustín                      | Episodio: «La primera vez y última»   |
| 2011      | Residentes                  | Conductor                    |                                       |
| 2012-2013 | Sos mi hombre               | Ariel Yamil «Turco» Nasif    |                                       |
| 2014      | Señores papis               | Ignacio «Nacho» Moreno       |                                       |
| 2015      | Entre caníbales             | Rafael Valmora               |                                       |
| 2017-2023 | El jardín de bronce         | Fabián Danubio               |                                       |
| 2021-2023 | El reino                    | Rubén Osorio                 |                                       |
| 2022      | Robo mundial                | Luciano «Lucho» Buenaventura |                                       |

## Teatro
| Año           | Obra                                 | Director                         | Lugar                                        |
| ------------- | ------------------------------------ | -------------------------------- | -------------------------------------------- |
| 1994-1997     | Juan Moreira/ Crimen y castigo       | Igon Lerchumdi / Roberto Escobar | Argentina, Brasil, Francia, España y Georgia |
| 1998          | Tenesy                               | Daniel Marcove                   | Teatro Nacional Cervantes                    |
| 1998          | El puente                            | Daniel Marcove                   | Teatro Nacional Cervantes                    |
| 1999          | Locos de verano                      | Daniel Marcove                   | Teatro Nacional Cervantes                    |
| 2004          | Don Chicho                           | Leonor Manso                     | Teatro Nacional Cervantes                    |
| 2005          | El sueño de una noche de verano      | Alicia Zanca                     | Teatro Municipal General San Martín          |
| 2005          | La mala sangre                       | Laura Yusem                      | Teatro Regina y Gira nacional                |
| 2008          | Un guapo del 900                     | Eva Halac                        | Giras                                        |
| 2009          | El reñidero                          | Eva Halac                        | Teatro Regio                                 |
| 2009-2010     | El rey Lear                          | Rubén Szuchmacher                | Teatro Apolo                                 |
| 2010-2011     | La vida es sueño                     | Calixto Bieito                   | Teatro Municipal General San Martín          |
| 2011-2012     | Lluvia constante                     | Javier Daulte                    | Teatro La Plaza                              |
| 2013          | Final de partida                     | Alfredo Alcón                    | Teatro Municipal General San Martín          |
| 2019          | Hamlet                               | Rubén Szuchmacher                | Teatro Municipal General San Martín          |
| 2025-presente | La verdadera historia de Ricardo III | Calixto Bieito                   | Teatro Municipal General San Martín          |

## Premios y nominaciones
| Año  | Premios                   | Categoría                                                          | Programa                            | Resultado |
| ---- | ------------------------- | ------------------------------------------------------------------ | ----------------------------------- | --------- |
| 2003 | Premios Clarín            | Revelación masculina en teatro                                     | Don Chicho                          | Ganador   |
| 2003 | Premios María Guerrero    | Revelación masculina en teatro                                     | Don Chicho                          | Ganador   |
| 2003 | Premios Florencio Sánchez | Revelación masculina en teatro                                     | Don Chicho                          | Ganador   |
| 2004 | Premios Martín Fierro     | Mejor actor de reparto en novela y/o comedia                       | Soy gitano                          | Nominado  |
| 2007 | Premios Martín Fierro     | Mejor actor protagonista de novela                                 | Montecristo                         | Nominado  |
| 2009 | Premios Martín Fierro     | Mejor actor protagonista de novela                                 | Don Juan y su bella dama            | Nominado  |
| 2010 | Premios Martín Fierro     | Mejor actor protagonista de novela                                 | Don Juan y su bella dama            | Nominado  |
| 2011 | Premios Martín Fierro     | Mejor actor protagonista de novela                                 | Caín y Abel                         | Nominado  |
| 2011 | Premios ACE               | Mejor actor protagónico en drama                                   | La vida es sueño                    | Ganador   |
| 2011 | Premios María Guerrero    | Mejor actor protagónico en drama                                   | La vida es sueño                    | Ganador   |
| 2011 | Premios Florencio Sánchez | Mejor actor protagónico en drama                                   | La vida es sueño                    | Ganador   |
| 2013 | Premios Martín Fierro     | Mejor actor de reparto                                             | Sos mi hombre                       | Nominado  |
| 2013 | Premios ACE               | Mejor actor protagónico en drama                                   | Lluvia constante                    | Nominado  |
| 2015 | Premios Martín Fierro     | Mejor actor protagonista de novela                                 | Señores papis                       | Nominado  |
| 2015 | Festival de Guadalajara   | Mejor actor protagónico                                            | El patrón: radiografía de un crimen | Ganador   |
| 2015 | Festival de Huelva        | Mejor actor protagónico                                            | El patrón: radiografía de un crimen | Ganador   |
| 2015 | Premios Sur               | Mejor actor protagónico                                            | El patrón: radiografía de un crimen | Ganador   |
| 2016 | Premios Martín Fierro     | Mejor actor protagonista de novela                                 | Entre caníbales                     | Ganador   |
| 2016 | Premios Cóndor de Plata   | Mejor actor protagónico                                            | El patrón: radiografía de un crimen | Ganador   |
| 2019 | Premios ACE               | Actor protagónico drama y/o comedia dramática                      | Hamlet                              | Nominado  |
| 2021 | Premios Konex             | Mejor actor de cine                                                | Período 2011-2020                   | Ganador   |
| 2022 | Premios Platino           | Mejor interpretación masculina de reparto en miniserie o teleserie | El reino                            | Ganador   |